# ブル (テレビ技術会社)
株式会社ブル（英称：Bull）は、主にテレビ番組（テレビドラマ・バラエティ番組）に関する音声、PA（パブリックアドレス）、ビデオ編集、ノンリニア編集、MA業務を行うオーディオ／ポストプロダクションの会社である。

## 本社概要

### 所在地
- 本社 : 東京都港区赤坂3丁目5番2号　サンヨー赤坂ビル4F
- 編集・MAスタジオ : 同上

### 役員
- 取締役会長 : 田中智富
- 代表取締役社長 : 小高康太郎
- 常務取締役 : 冨田健吾
- 取締役 : 下山田淳　中山大輔

## 主要取引先

### テレビ局
| - 日本テレビ放送網株式会社 - 株式会社テレビ朝日 - 株式会社TBSテレビ - 株式会社フジテレビジョン | - 株式会社毎日放送 - 朝日放送テレビ株式会社 - 関西テレビ放送株式会社 - 株式会社釣りビジョン |

### 制作プロダクション
- 株式会社アズバーズ
- 株式会社AbemaTV
- 株式会社TBSスパークル
- 株式会社日経映像
- 株式会社ホリプロ
- 株式会社メディアミックス・ジャパン

### 制作技術プロダクション
- 株式会社アップサイド
- 株式会社アムレック
- 株式会社ヴァンシャープ
- 株式会社共同テレビジョン
- 株式会社サウンドライズ
- 株式会社ザ・チューブ
- 株式会社スウィッシュ・ジャパン
- 株式会社千代田ビデオ
- 株式会社TBSアクト（旧社名：株式会社東通/株式会社タムコ/株式会社TBSテックス）
- 株式会社テイクシステムズ
- 株式会社テレテック
- 株式会社バスク
- 株式会社ビデオスタッフ
- 株式会社フォーチュン
- 株式会社フジ・メディア・テクノロジー（旧社名：株式会社八峯テレビ）
- 株式会社ブルーバイユー

太字：現在放映中またはこれからの放送予定の番組。